# Laura Feiersinger
Laura Feiersinger (* 5. April 1993 in Saalfelden am Steinernen Meer) ist eine österreichische Fußballspielerin. Seit dem 1. Juli 2024 ist sie Vertragsspielerin des 1. FC Köln und seit 2010 A-Nationalspielerin.

## Karriere

### Vereine
Feiersinger, Tochter des ehemaligen österreichischen Nationalspielers Wolfgang Feiersinger, begann ihre Laufbahn 2001 in Oftering und wechselte nach zwei Monaten zum 1. Saalfeldner SK, für den sie bis August 2007 aktiv war. Anschließend spielte sie beim neugegründeten FC Pinzgau Saalfelden, der aus der Fusion des 1. Saalfeldner SK mit dem ESV Saalfelden hervorgegangen war. Unmittelbar nach der Zweitliga-Meisterschaft des USK Hof in der 2. Frauenliga Mitte stieß sie zum Verein, kam in den beiden Relegationsspielen gegen den Meister der 2. Division Ost, SV Groß-Schweinbarth, zum Einsatz und trug bei den 6:2- und 4:0-Siegen zum Aufstieg in die ÖFB-Frauenliga bei.
2010 wechselte sie nach Deutschland zum Bundesligaaufsteiger Herforder SV, für den sie 18 Ligaspiele absolvierte. Ihr Bundesligadebüt gab sie am 15. August 2010 (1. Spieltag) bei der 0:2-Niederlage im Heimspiel gegen den FC Bayern München, als sie in der 50. Minute für Jennifer Ninaus eingewechselt wurde. Ihre ersten von sieben Toren erzielte sie am 29. August 2010 (3. Spieltag) bei der 3:6-Niederlage im Auswärtsspiel gegen den VfL Wolfsburg.

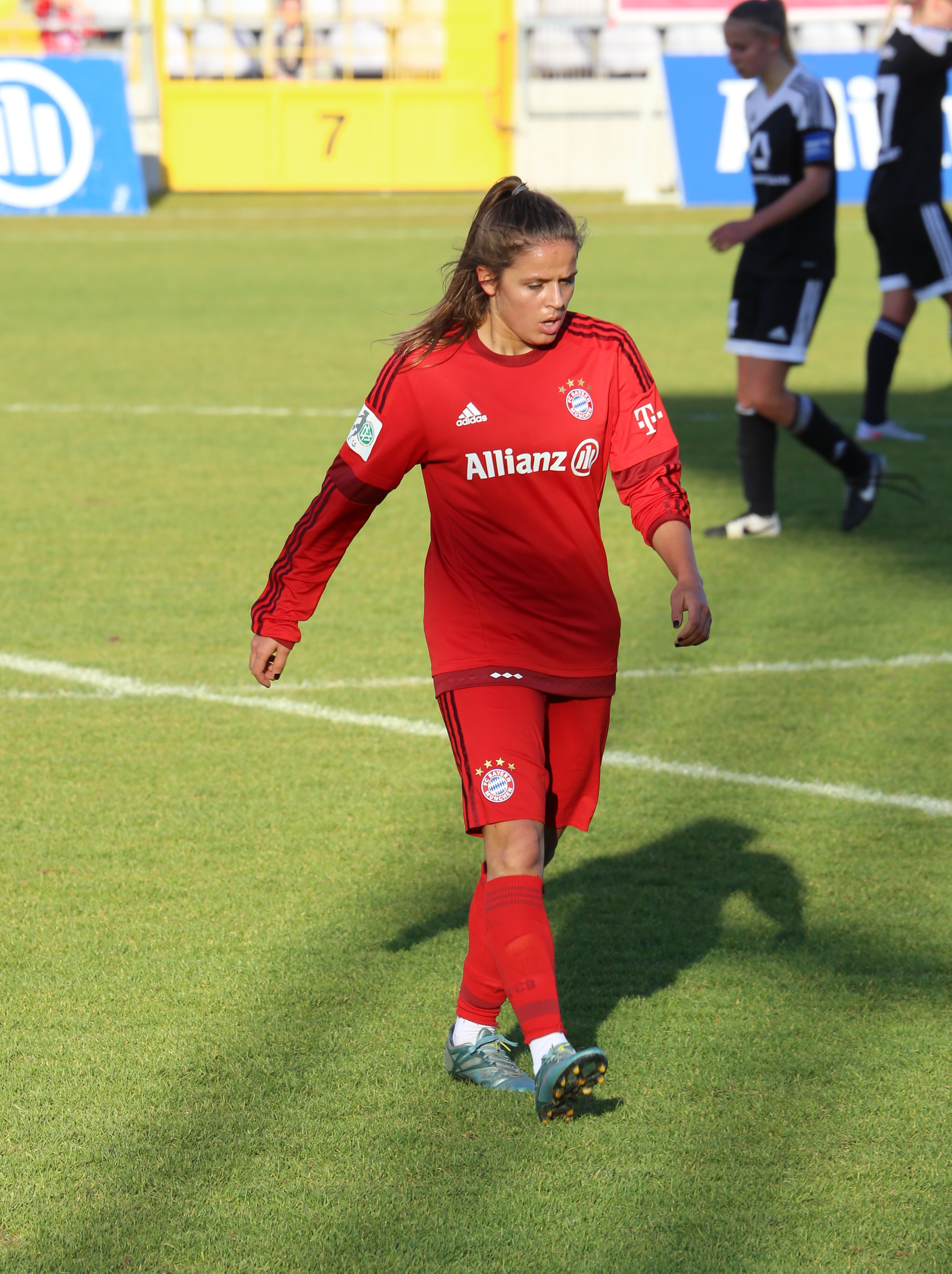
Feiersinger im Einsatz für Bayern München im DFB-Pokal (2015)

Zur Saison 2011/12 verpflichtete sie der FC Bayern München, für den sie am 21. August 2011 (1. Spieltag) beim 3:0-Sieg im Heimspiel gegen Bayer 04 Leverkusen debütierte und mit dem Treffer zum 3:0 in der 88. Spielminute ihr erstes Bundesligator erzielte. Vom 23. April bis 21. Mai 2011 nahm Feiersinger mit der Bundesligamannschaft am Bundesliga-Cup teil, den sie mit der Mannschaft gegen den Deutschen Meister 1. FFC Turbine Potsdam mit 2:1 gewann. Vor dem letzten Saisonspiel am 16. Mai 2016, in dem sie beim 1:1 im Heimspiel gegen die TSG 1899 Hoffenheim mit Einwechslung für Vivianne Miedema in der 58. Minute noch einmal zum Einsatz kam, wurde sie gemeinsam mit Eunice Beckmann, Jenny Gaugigl, Raffaella Manieri, Ricarda Walkling und Fabienne Weber vom Verein verabschiedet. Zur Saison 2016/17 wurde sie vom Ligakonkurrenten SC Sand verpflichtet. Ihr Pflichtspieldebüt gab sie am 4. September 2016 (1. Spieltag) beim torlosen Unentschieden im Heimspiel gegen den VfL Wolfsburg.
Zur Saison 2018/19 wurde sie vom Ligakonkurrenten 1. FFC Frankfurt verpflichtet, bei dem sie einen bis zum 30. Juni 2020 gültigen Vertrag erhielt. Im Juli 2020 wurde der 1. FFC Frankfurt in den Verein Eintracht Frankfurt integriert und bildet somit die Frauenfußballabteilung des Vereins. Ende Mai verlor Feiersinger mit der Eintracht das DFB-Pokalfinale 2021 in der Verlängerung. Am Jahresende unterschrieb sie eine Vertragsverlängerung bis zum 30. Juni 2024. Im Mai 2023 wurde bekannt, dass sie nach fünf Jahren in Frankfurt den laufenden Vertrag löst und sich einem neuen Verein anschließen will.
Ende Juni 2023 verpflichtete der italienische Meister AS Rom Feiersinger, sie unterschrieb einen Vertrag bis zum 30. Juni 2025.
Am 1. Juni 2024 wurde ihre Verpflichtung zur Saison 2024/25 auf der Website des Bundesligisten 1. FC Köln öffentlich. Dort unterschrieb sie einen Vertrag bis Sommer 2026. Gemeinsam mit ihrer Schwester Denise Feiersinger gründete sie mit dem Label LRI 1023 ihre eigene Modelinie.

### Nationalmannschaft
Nachdem sie in der Salzburger Landesauswahl zum Einsatz gekommen war, folgten Einsätze in der U17- und in der U19-Nationalmannschaft. Am 9. Juni 2010 debütierte sie in der A-Nationalmannschaft, die in Ottensheim Malta mit 6:0 besiegte. In ihrem zweiten Länderspiel am 23. Juni 2010, beim 4:0-Sieg über die Auswahl der Türkei, erzielte sie mit dem Treffer zum 3:0-Halbzeitstand ihr erstes Länderspieltor.

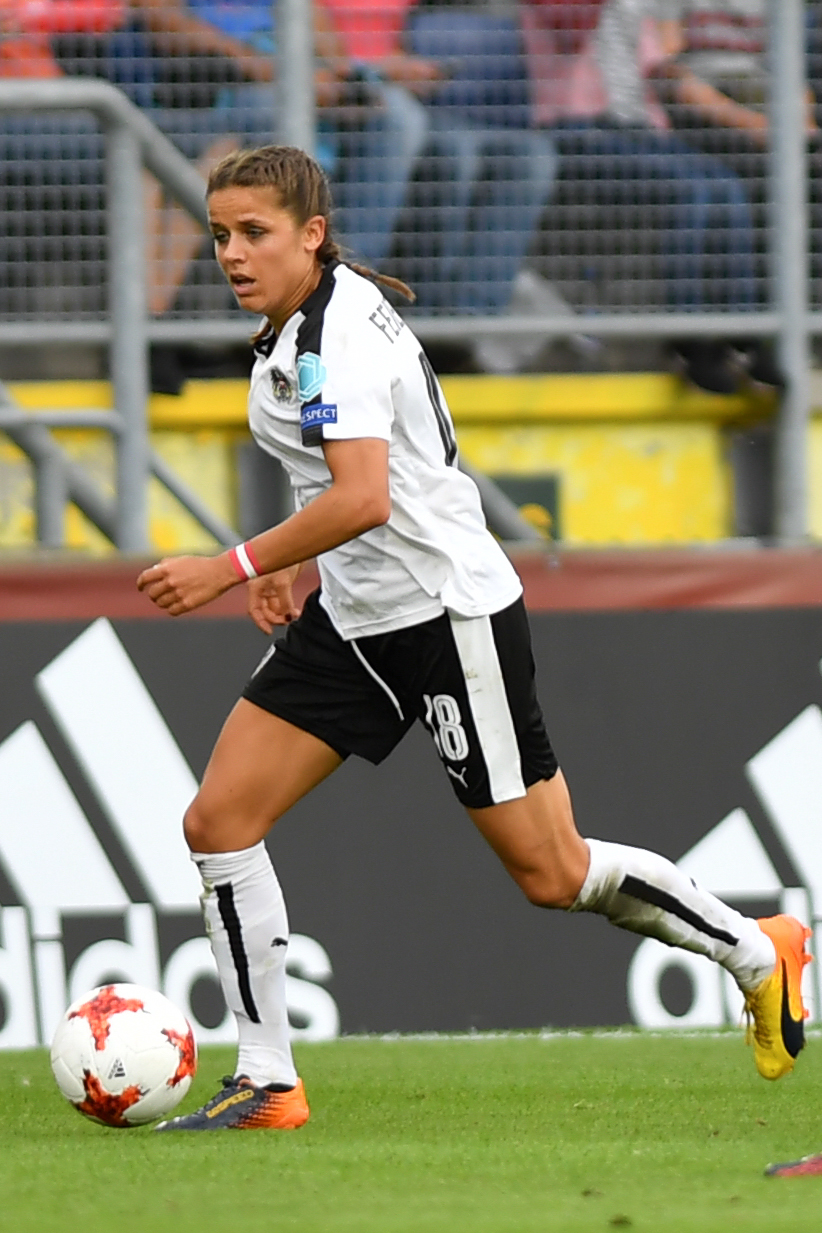
Feiersinger im EM-Halbfinale gegen Dänemark (2017)

Erstmals erreichte sie mit der A-Nationalmannschaft in der Qualifikation für die Europameisterschaft 2013 als Gruppen-Zweiter die Ausscheidungsspiele um die Teilnahme an der Endrunde, scheiterte jedoch an der Auswahlmannschaft Russlands.
Vier Jahre später schloss sie mit der Mannschaft die Gruppe 8 der 2. Qualifikationsrunde für die Europameisterschaft 2017 als Zweitplatzierter hinter Norwegen ab und qualifizierte sich erstmals für ein bedeutsames Turnier, nachdem man ein Jahr zuvor als Erstteilnehmer das Turnier um den Zypern-Cup gewann. Die Mannschaft erreichte bei der Europameisterschaft 2017 das Halbfinale und beim Turnier 2022 das Viertelfinale. Im November 2022 absolvierte die Österreicherin ihr 100. Länderspiel.

## Erfolge

### Vereinsmannschaft
- Italienischer Meister 2024
- Deutscher Meister: 2014/15, 2015/16
- DFB-Pokal-Sieger: 2011/12
- Bundesliga-Cup-Sieger: 2011
- Aufstieg in die Bundesliga: 2007/08
- Meister in 2. Liga Mitte: 2007/08

### Nationalmannschaft
- Halbfinalist der Europameisterschaft: 2017
- Zypern-Cup-Sieger: 2016

## Auszeichnungen
- Österreichische Sportlerin des Jahres 2017 als Spielerin der Nationalmannschaft bei der EM
- Österreichische Fußballerin des Jahres
  - 2012 nach VdF-Fußballerwahl (gewählt von der Vereinigung der Fußballer)